# Dopsleutel
Een dopsleutel is een stuk gereedschap waarmee moeren en bouten los- en vastgedraaid kunnen worden.
Bijna alle dopsleutels hebben moerdoppen die voorzien zijn van een zes- of een twaalfkantige holte die om een moer of boutkop sluit. Ze kunnen echter verschillend zijn uitgevoerd: er zijn dopsleutels uit één stuk, en dopsleutels die bestaan uit een handgreep met bijbehorende losse doppen.
Vaste dopsleutels zijn er in verschillende uitvoeringen. De haakse dopsleutel is massief en vervaardigd van speciaal staal. De steel is haaks omgebogen en is bekleed met kunststof. Een dopsleutel in T-sleutel uitvoering is voorzien van een kruk die haaks op de steel zit. Verder is er een model zoals een schroevendraaier; heft, schacht en dop, vormen hier één geheel. Andere dopsleutels met vaste moerdop(pen) zijn de bougiesleutel en de kruissleutel.
Een dopsleutel met losse dop bestaat uit een handgreep met een vierkante stift die voorzien is van een snapkogeltje. De bijbehorende moerdoppen zijn aan de bovenzijde voorzien van een vierkante opening die even groot als de stift. Het verend snapkogeltje voorkomt dat de dop tijdens het gebruik van de steel valt. De stift heeft doorgaans een maat van 3/8 inch = 9,5 mm. Voor het lichte werk bij kleine apparaten zijn er ook setjes met een stiftmaat van 1/4 inch = 6,3 mm. Voor het zwaardere werk is de stiftmaat meestal 1/2 inch = 12,5 mm. Aan de onderzijde hebben de doppen een zes- of twaalfhoekige opening die past op een bepaalde moer of boutkop. Voor speciale bouten zijn er onder andere koppen met driekant, achtkant, 33-kant, stervormige E-profiel of een speciaal spriraalprofiel voor het losdraaien van beschadigde bouten of moeren. Naast een standaard handgreep en een serie verwisselbare moerdoppen, bestaat een complete dopsleutelset uit verschillende handgrepen waaronder een met ratelmechanisme, diverse verlengstukken en een omslag. Bij sommige sets zitten ook doppen met schroefbits.
Bij het werken aan moeren is de dopsleutel maar beperkt bruikbaar. De dop is niet erg diep en als het draadeind te ver uit de moer steekt, is de moer al gauw onbereikbaar voor de dop. Een diepbed-dopsleutel, doorgang-dopsleutel of een pijpsleutel is op dat punt beter bruikbaar.

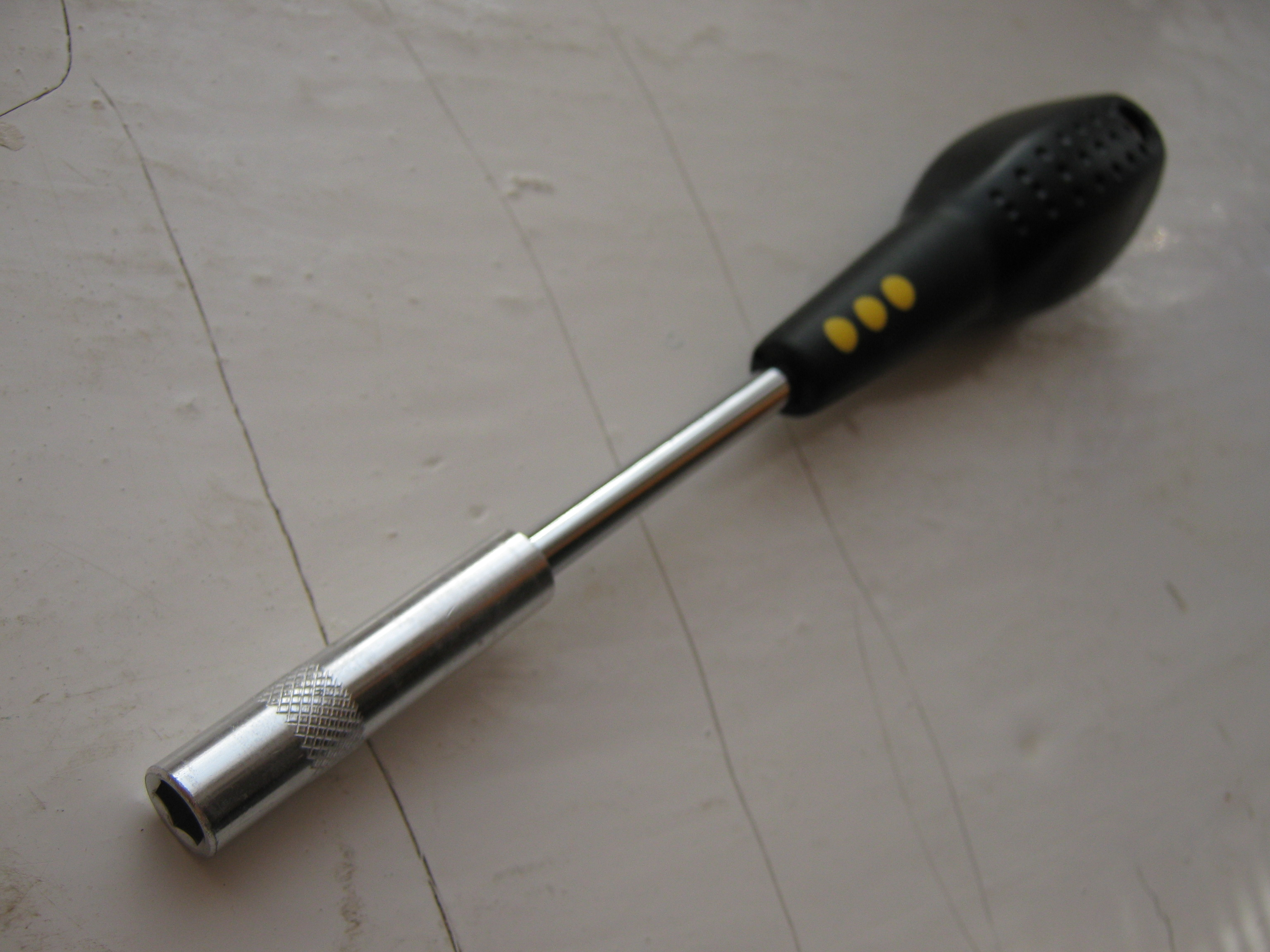
Dopsleutel met vast heft
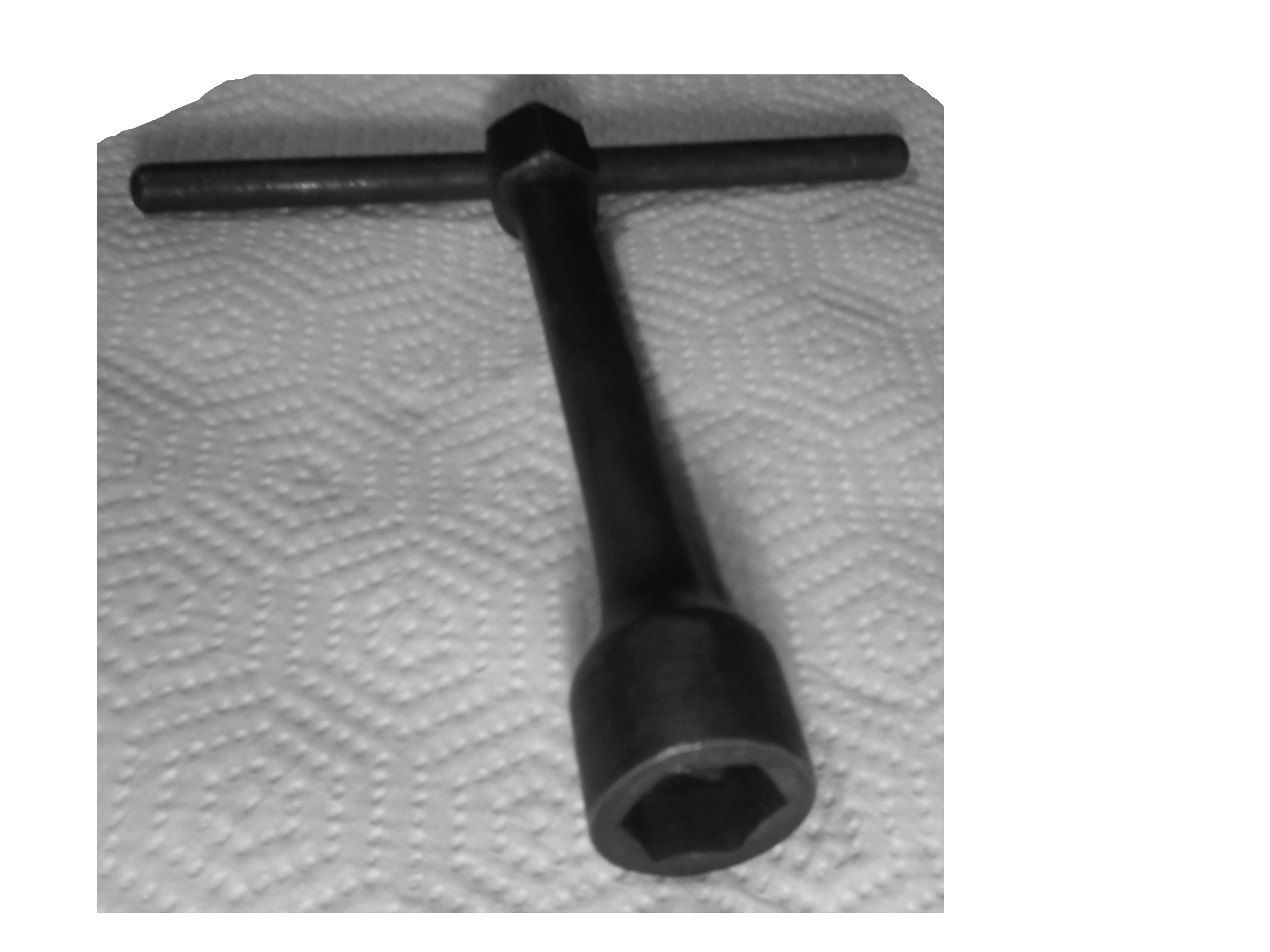
Dopsleutel met kruk
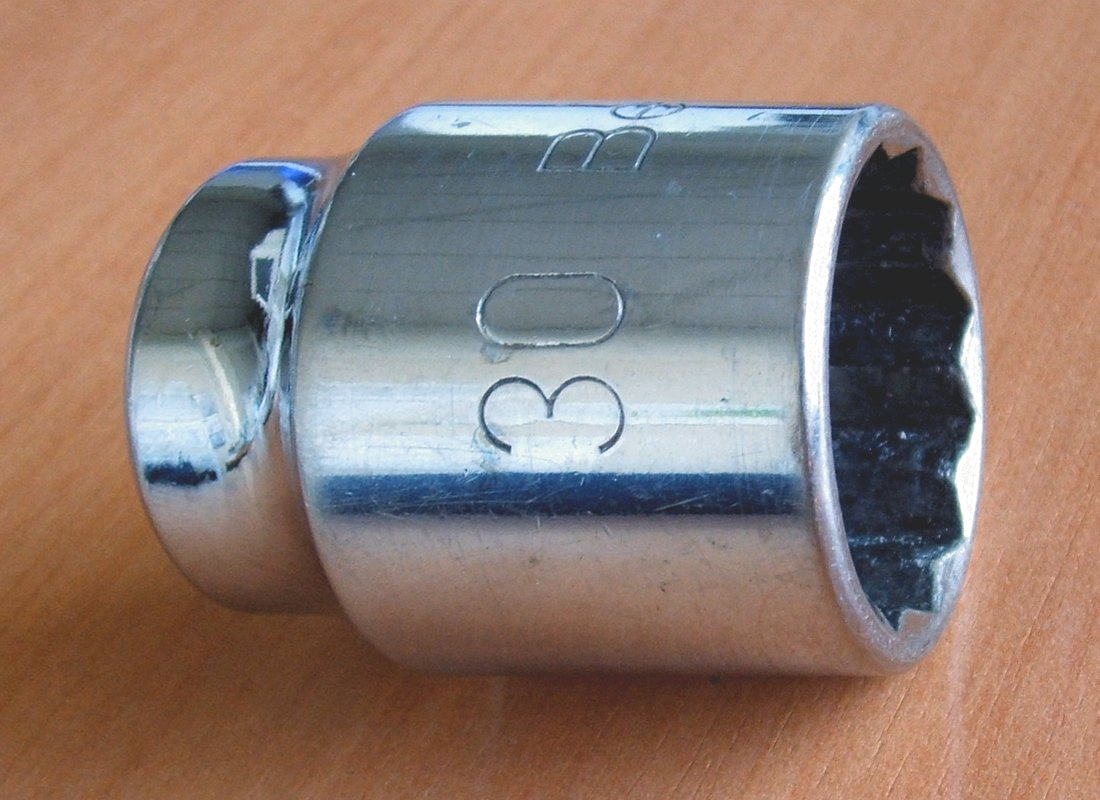
Losse dop
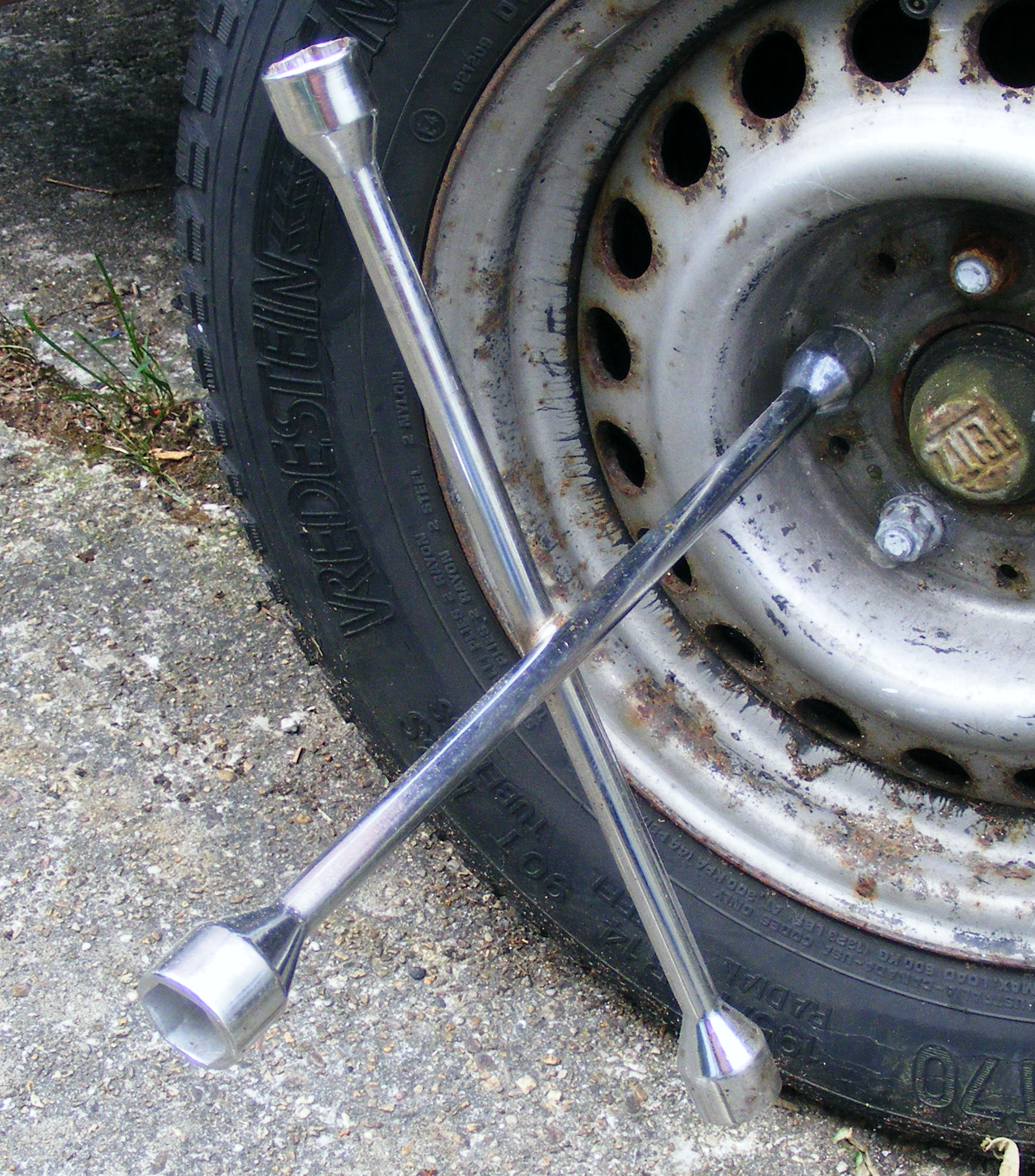
Kruissleutel
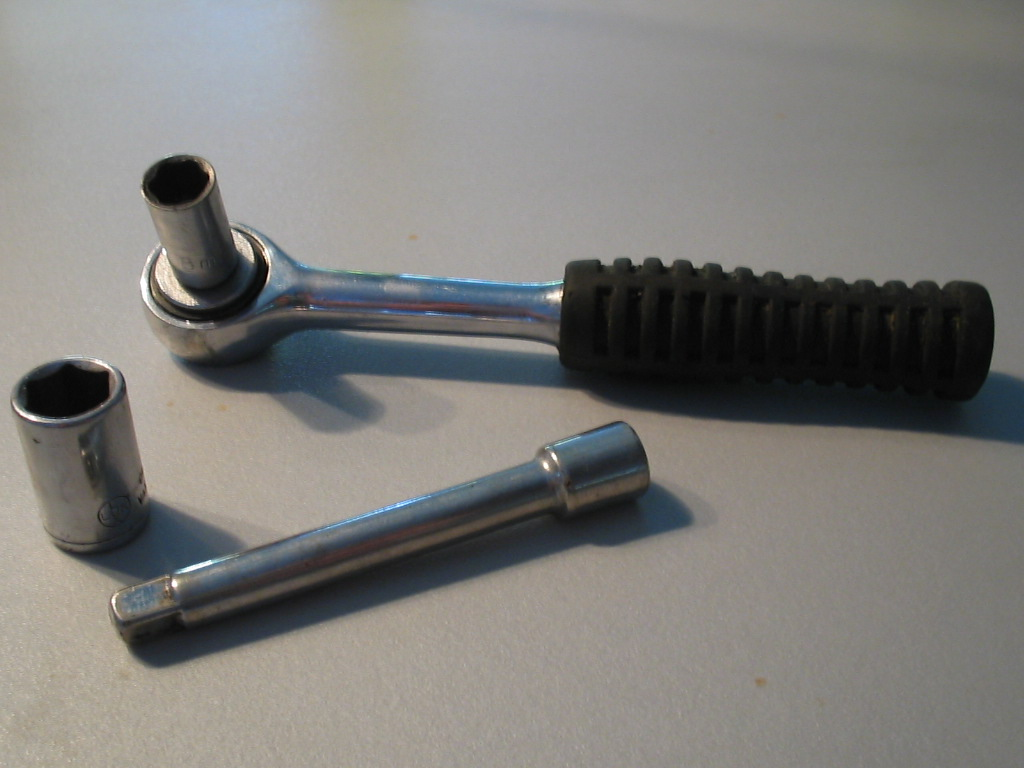
Dopsleutel met ratelmechanisme, verlengstuk en verwisselbare doppen
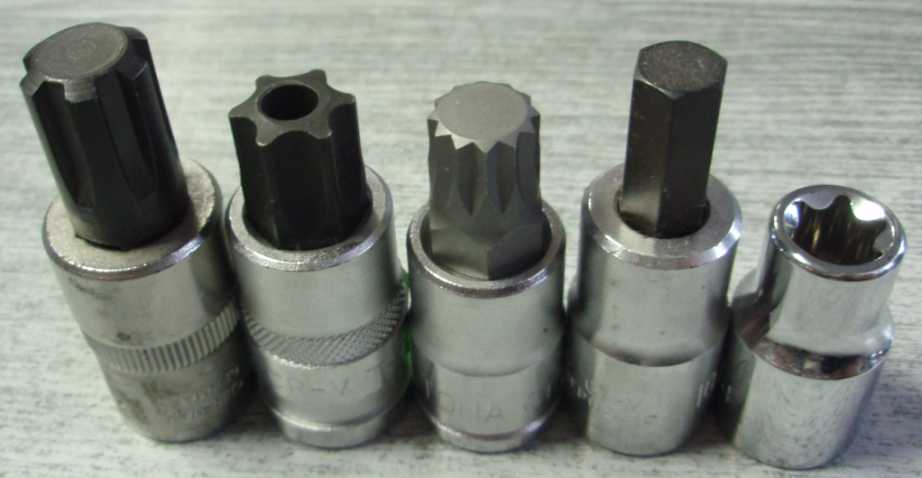
RIBE-, Torx-TR-, XZN-, SW- en Torx E-doppen

bougiesleutel · dopsleutel · Engelse sleutel · inbussleutel · kruissleutel · momentsleutel · passchroefsleutel · pijpsleutel · ringsleutel · slagsleutel · steeksleutel · tiengaatssleutel · torxsleutel